# Pavone del Mella
Pavone del Mella é uma comuna italiana da região da Lombardia, província de Bréscia, com cerca de 2.593 habitantes. Estende-se por uma área de 11 km², tendo uma densidade populacional de 236 hab/km². Faz fronteira com Cigole, Gottolengo, Leno, Milzano, Pralboino.

## Demografia
| Variação demográfica do município entre 1861 e 2011                               |
|                                                                                   |
| Fonte: Istituto Nazionale di Statistica (ISTAT) - Elaboração gráfica da Wikipedia |